# Аран (Альборз)
Аран (перс. اران‎) — село на севере Ирана, в остане Альборз. Входит в состав шахрестана Саводжболаг. Является частью дехестана (сельского округа) Сеидабад Центрального бахша.

## География
Село находится в центральной части Альборза, к югу от хребта Эльбурс, на расстоянии приблизительно 18 километров к западу от Кереджа, административного центра провинции. Абсолютная высота — 1276 метров над уровнем моря.

## Население
По данным переписи 2006 года население села составляло 342 человек (181 мужчина и 161 женщина). В Аране насчитывалось 94 семьи. Уровень грамотности населения составлял 72,51 %. Уровень грамотности среди мужчин составлял 75,69 %, среди женщин — 68,94 %.